# 안네 홀츠마크
안네 홀츠마크(Anne Holtsmark, 1896년 6월 21일 ~ 1974년 5월 19일)는 노르웨이의 문헌학자이다. 고대 노르드어 문헌을 현대 노르웨이어로 많이 번역하였다.